# Ібрагімово (Кармаскалинський район)
Ібрагі́мово (рос. Ибрагимово, башк. Ибраһим) — присілок у складі Кармаскалинського району Башкортостану, Росія. Входить до складу Савалеєвської сільської ради.
Населення — 388 осіб (2010; 422 в 2002).
Національний склад:
- башкири — 100 %